# José María Forqué Galindo
José María Forqué Galindo (Saragossa, 8 de març de 1923 - Madrid, 17 de març de 1995) va ser un director de cinema i guionista espanyol. És pare de l'actriu Verónica Forqué i del director Álvaro Forqué.
La seva extensa filmografia abasta gairebé tots els gèneres, destacant especialment el de la comèdia. Va ser un director versàtil i de gran ofici i la seva trajectòria va ser reconeguda en 1995 amb la concessió del Premi Goya d'Honor per part de l'Acadèmia espanyola de cinema.

## Biografia
De jove es va traslladar a Madrid, on va estudiar arquitectura. Allí, les seves inquietuds teatrals en l'àmbit universitari el van conduir a interessar-se pel cinema després de la seva col·laboració amb Pedro Lazaga a María Morena en 1951. La seva primera pel·lícula com a director i guionista va ser Niebla y sol, del mateix any. En 1955 codirigí amb José Antonio Nieves Conde La legión del silencio, que va suposar una de les més importants contribucions espanyoles al clima ideològic de la guerra freda.
Va incidir en aquest assumpte, ja en solitari, amb Embajadores en el infierno (1956). Aquesta pel·lícula, basada en una novel·la de Torcuato Luca de Tena, tractava de les vivències d'un grup de soldats espanyols de la Divisió Blava en la seva reclusió en un camp de concentració soviètic. Va ser est el seu primer gran èxit, al qual va seguir, en 1957, una de les seves obres cims, Amanecer en puerta oscura, que va ser guardonada amb l'Os de Plata del Festival Internacional de Cinema de Berlín i va comptar amb un guió del dramaturg Alfonso Sastre.
Aquesta pel·lícula explorava el bandolerismo andalús del segle xix. Comença plantejant el tema de la colonització i la lluita de classes de l'Andalusia minera d'aquesta època, esquitxat per nocions pròpies dels anys 1950, com el del «compromís». Però el desenvolupament d'aquestes premisses hauria estat inviable al cinema de l'Espanya de 1957, per la qual cosa es produeix un lliscament cap a les passions humanes i el seu tema es canalitza com el clàssic gènere de les pel·lícules de bandolers. El final, que entronca amb el tema del bandit generós, arrenca al film els seus moments més dramàtics, desembocant en una actualització de la paràbola del «bon lladre», deixant enrere l'inicial alè de rebels socials que caracteritzava el seu pla inicial.
Va continuar col·laborant amb Alfonso Sastre en els guions de Un hecho violento i La noche y el alba durant 1958. Aquesta última, protagonitzada per Paco Rabal, abordava el delicat tema de la reconciliació nacional per la qual advocava llavors el clandestí Partit Comunista. La pel·lícula va ser injustament ignorada i el seu fracàs va contribuir al fet que José María Forqué anés refugiant-se en un tipus de cinema més comercial i ajustat als cànons dels gèneres tradicionals. D'aquesta manera, va buscar la col·laboració com a guionista d'Alfonso Paso per al film policíac De espaldas a la puerta (1959).
En 1960 va rodar una excel·lent adaptació de l'obra teatral de Miguel Mihura Maribel y la extraña familia, amb Silvia Pinal i Adolfo Marsillach com a protagonistes. Va seguir amb les adaptacions, concretament d'Alfonso Paso, amb la comèdia Usted puede ser un asesino (1961) i La becerrada, produïda en 1962 per Pedro Masó. Aquest seria el guionista de la seva següent pel·lícula, potser la seva millor comèdia, Atraco a las tres, del mateix any. En aquesta obra es parodia la fórmula de l'atracament perfecte, a la manera del film de Jules Dassin de 1955 Rififí. Un gran repartiment, integrat per Cassen, José Luis López Vázquez, Alfredo Landa, Gracita Morales i Manuel Alexandre, brilla en aquesta comèdia comandat per la mà mestra de Forqué.
Va utilitzar fórmules semblants a títols com Vacaciones para Ivette i Casi un caballero, ambdues de 1964. Tampoc faltaren incursions en el gènere policíac, com Zarabanda bing bing (1966); el musical, amb Tengo 17 años (1964), protagonitzada per Rocío Dúrcal o Dame un poco de amor (1968), amb el grup Los Bravos; o l'eròtic com El monumento (1970) i La cera virgen (1971). Aquesta mena de cinema «alimentari» omple la seva filmografia amb títols com Juegos de Alcoba (1974), Madrid, costa Fleming (1975) o ¡Qué verde era mi duque! (1979). En 1973 rodà Tarot amb Fernando Rey i les estrelles de Hollywood Sue Lyon (la protagonista de Lolita de Stanley Kubrick) i Gloria Grahame.
En 1967 havia fundat la seva pròpia productora, Orfeo Films, que li va permetre realitzar un nombre considerable de pel·lícules. Després d'algunes coproduccions internacionals més ambicioses, en els anys 1980 es va prodigar en sèries per a televisió, entre les quals destaquen El español y los siete pecados capitales (1980), Ramón y Cajal (1982), El jardín de Venus (1983), Miguel Servet, la sangre y la ceniza (1989) i Romanza final (Gayarre) (1986).
Nexus 2431 (1993), un film de ciència-ficció, tanca la seva trajectòria, que planejava culminar amb una cinta sobre Raquel Meller, projecte avortat per la seva defunció en Madrid a l'edat de 72 anys.
En 1996 EGEDA va crear els Premis Cinematogràfics José María Forqué. El premi original s'atorga a la millor producció espanyola de l'any anterior pels seus valors tècnics i artístics, mitjançant votació secreta davant notari de tots els productors espanyols socis. Posteriorment s'han creat premis en altres categories.

## Filmografia
- María Morena (1951)
- Niebla y sol (1951)
- El diablo toca la flauta (1954)
- Un día perdido (1954)
- La legión del silencio (1956)
- Embajadores en el infierno (1956)
- Amanecer en puerta oscura (1957)
- Un hecho violento (1958)
- La noche y el alba (1958)
- Baila La Chunga (1959)
- De espaldas a la puerta (1959)
- 091, policía al habla (1960)
- Maribel y la extraña familia (1960)
- Usted puede ser un asesino (1961)
- Atraco a las tres (1962)
- El secreto de Mónica (1962)
- El juego de la verdad (1963)
- La becerrada (1963)
- Accidente 703 o Los culpables (1964)
- Vacaciones para Ivette (1964)
- La muerte viaja demasiado (1964)
- Tengo 17 años (1964)
- Casi un caballero (1964)
- Yo he visto a la muerte (1965)
- Las viudas (1966)
- Un millón en la basura (1967)
- Un diablo bajo la almohada (1967)
- Las que tienen que servir (1967)
- ¡Dame un poco de amooor...! (1968)
- La vil seducción (1968)
- Pecados conyugales (1968)
- Estudio amueblado 2.P. (1969)
- El monumento (1970)
- El ojo del huracán (1971)
- La cera virgen (1972)
- Tarot (1973)
- No es nada, mamá, sólo un juego (1974)
- Una pareja... distinta (1974)
- Juegos de Alcoba (1974)
- Casa fundada en 1944 (1975)
- Vuelve, querida Nati (1976)
- ¡Qué verde era mi duque! (1980)
- Ramón y Cajal: historia de una voluntad (1982)
- Romanza final (Gayarre) (1986)
- Nexus 2431 (1993)

## Premis
Festival Internacional de Cinema d'Osca
| Any  | Premi                | Resultat  |
| ---- | -------------------- | --------- |
| 1992 | Premio Ciutat d'Osca | Guanyador |

- Premi Nacional de Cinematografia (1994)
- Goya d'honor (1994)
- Dirigí en 1957 la pel·lícula Amanecer en puerta oscura, premiada al Festival Internacional de Cinema de Berlín, Os de Plata, Premi Extraordinari del Jurat.